# University of Tulsa
Die University of Tulsa (Abkürzung: TU) ist eine Privatuniversität in Tulsa im US-Bundesstaat Oklahoma. 1894 von der presbyterianische Kirche gegründet, ist sie heute eine konfessionell neutrale Universität, die Studiengänge bis zur Promotion anbietet.

## Geschichte
Der Vorläufer war eine Schule der presbyterianische Kirche für indigene Einwohner in Muskogee, die 1882 eröffnete. 1894 folgte eine Umbenennung in Henry Kendall College und der Start der akademischen Ausbildung. Der Namensgeber Henry Kendall war ein Sekretär der Kirche. Anfang des 20. Jahrhunderts stand die Hochschule aufgrund finanzieller Schwierigkeiten vor der Schließung. Ein Angebot des Tulsa Commercial Club bewog die Hochschulleitung, nach Tulsa umzuziehen.
35 Studenten eröffneten den Studienbetrieb im Jahre 1907, zwei Monate bevor Oklahoma ein US-Bundesstaat wurde. Bis zu dem Bau des ersten Gebäudes 1908, der Kendall Hall, wurde eine Kirche, die First Presbyterian Church in Tulsa, als Vorlesungsgebäude genutzt. 1920 fusionierte das College mit dem Mc Farlin College unter dem heutigen Namen.
Das 2025 unter Leitung von Clara Mattei gegründete Center for Heterodox Economics der Universität ist die erste akademische Forschungseinrichtung für plurale und heterodoxe Ökonomie der Vereinigten Staaten.

## Zahlen zu den Studierenden, den Dozenten und zum Vermögen
Im Herbst 2021 waren 3.832 Studierende an der University of Tulsa eingeschrieben. Davon strebten 2.728 (71,2 %) ihren ersten Studienabschluss an, sie waren also undergraduates. Von diesen waren 50 % weiblich und 50 % männlich; 6 % bezeichneten sich als asiatisch, 8 % als schwarz/afroamerikanisch, 11 % als Hispanic/Latino und 51 % als weiß. 1.104 (28,8 %) arbeiteten auf einen weiteren Abschluss hin, sie waren graduates. Es lehrten 387 Dozenten an der Universität, davon 298 in Vollzeit und 89 in Teilzeit. 2008 waren es 4.192 Studierende gewesen, 2009 waren es 4.187 (davon 3.084 undergraduates).
Der Wert des Stiftungsvermögens der Universität lag 2021 bei 1,37 Mrd. US-Dollar und damit 27,6 % höher als im Jahr 2020, in dem es 1,07 Mrd. US-Dollar betragen hatte. 2007 waren es 915,3 Mio. US-Dollar gewesen.

## Organisation und Studium
Die Hochschule ist in Colleges und Schulen aufgeteilt:
- Henry Kendall College of Arts & Sciences
- Collins College of Business (formerly College of Business Administration)
- College of Engineering and Natural Sciences
- College of Law
- Graduate School

## Sport
Die Sportmannschaft der TU sind die Tulsa Golden Hurricanes. Die Hochschule ist seit 2014 Mitglied der American Athletic Conference.

## Bekannte Absolventen
- Ted Berrigan (1934–1983), Dichter
- David Hall (1930–2016), 20. Gouverneur des Bundesstaates Oklahoma
- Paul Harvey (1918–2009), Radiomoderator
- Todd Hays (* 1969), Bobfahrer
- Susan E. Hinton (* 1948), Schriftstellerin
- Jim Inhofe (1934–2024), Politiker
- Rue McClanahan (1934–2010), Schauspielerin
- Tony Liscio (1940–2017), American-Football-Spieler
- Mary Kay Place (* 1947), Schauspielerin
- Drew Pearson (* 1951), American-Football-Spieler
- Steve Largent (* 1954), American-Football-Spieler
- Gailard Sartain (1943–2025), Schauspieler
- Bob St. Clair (1931–2015), American-Football-Spieler

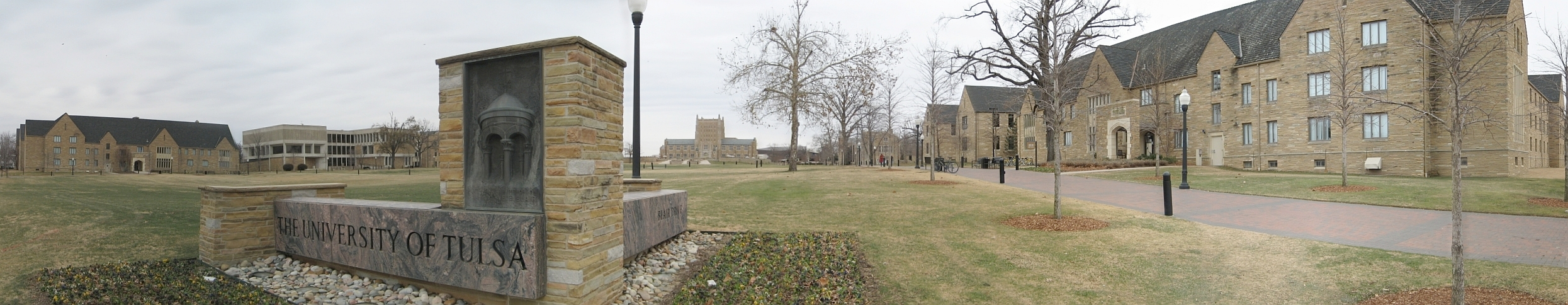
„The U“ im Zentrum der Universität

- Wade Williams (* 1961), Schauspieler